# Triptyque de Cambridge
Le Triptyque de Cambridge (représentant Saint Géminien de Modène, saint Michel et saint Augustin)  est un triptyque peint  en tempera, argent et or sur panneau de bois, datant de 1319, réalisé par le peintre de l'école siennoise Simone Martini, et conservé au Fitzwilliam Museum de Cambridge.

## Histoire
Le polyptyque destiné à l'église Sant' Agostino de San Gimignano fut  peint en 1319 (ou 1320-1325 pour Giorgio Vasari) et il comportait probablement une Vierge à l'Enfant au centre et d'autres panneaux consacrés à des saints.
Recomposé pour le musée de Cambridge, ce triptyque est composé de trois panneaux de 110 environ × 38,25 cm surmontés de pinacles, et qui comportent au dos des deux panneaux latéraux des inscriptions à propos du nom des saints évêques représentés (S/GEMINIA..S., S.AVGVS...), ne laissant aucun doute sur leur identité.

## Description
Les saints  Géminien de Modène, Michel archange et Augustin d'Hippone, portant la crosse épiscopale pour les évêques, l'épée et la pesée des âmes pour l'archange, se côtoient dans leurs panneaux, chacun surmonté d'un pinacle avec un ange.